# Požega, Serbia
Požega (în sârbă Пожега, pronunțat [pôʒeɡa]) este un oraș și o comună din districtul Zlatibor aflat în vestul Serbiei. Conform rezultatelor recensământului din 2011, populația orașului a fost de 13.153, în timp ce zona administrativă a orașului (comuna Požega) a avut 29.638 de locuitori.
În timpul Republicii Federale Socialiste Iugoslavia, orașul a fost numit Užička Požega, pentru a nu fi confundat cu Slavonska Požega, acum în Croația.

## Istorie
Terenurile fertile și râurile din acest bazin au determinat oamenii să se stabilească în acest loc din preistorie. Săpăturile au găsit urme ale unor așezări pe locul actualului Požega din anii 2.600 de ani î.Hr. În comuna Pozega, săpăturile arheologice au găsit dovezi materiale ale unor așezări neolitice, morminte ilirice, movile, necropole antice, tumuli și așezări romane. Din secolul al VII-lea, aceste meleaguri au fost populate de slavi.
Constantin al VII-lea Porfirogenet, un conducător și istoric bizantin din secolul al X-lea, a enumerat orașele din Marele Principat Sârbesc. Printre altele a menționat Dresnik și Megiretus. Primul oraș se crede că se afla pe locul fortului de al Drežnica de astăzi, între Požega și Užice. Nici fortificația Megiretus nu a fost localizată. Pe baza unor informații insuficiente, acesta a fost situat între Đetinja și Rzav, nu departe de Pozega.
La sfârșitul secolului al XII-lea, teritoriul din jurul orașelor Požega și Uzice a devenit parte a statului medieval al lui Ștefan Nemanja, așa cum este documentat în hramul Mănăstirii Studenica din anul 1196. După moartea lui Ștefan Dușan în 1335, zona Pozega a fost administrată de nobilul Vojislav Vojinović, apoi de Nikola Altomanović.

## Geografie
Pozega este situat în mijlocul bazinului Požega, la 300 de metri deasupra nivelului mării. Se află la 180 km de Belgrad și la 25 km distanță de Uzice. În estul orașului Pozega, se află munții Ovčar (985 m) lângă Čačak și Kablar (889 m), care formează Defileul Ovčar-Kablar‎‎ de-a lungul râului Morava de Vest.

## Așezări
În afară de orașul Požega, comuna include următoarele așezări:
- Bakionica
- Velika Ježevica
- Visibaba
- Vranjani
- Glumač
- Godovik
- Gornja Dobrinja
- Gorobilje
- Gugalj
- Donja Dobrinja
- Dražinovići
- Duškovci
- Zaselje
- Zdravčići
- Jelen Do
- Kalenići
- Lopaš
- Loret
- Ljutice
- Mađer
- Mala Ježevica
- Milićevo Selo
- Mršelji
- Otanj
- Papratište
- Pilatovići
- Prijanovići
- Prilipac
- Radovci
- Rasna
- Rečice
- Roge
- Rupeljevo
- Svračkovo
- Srednja Dobrinja
- Tabanovići
- Tvrdići
- Tometino Polje
- Tučkovo
- Uzići
- Čestobrodica

## Date demografice
Conform rezultatelor recensământului din 2011, populația orașului a fost de 13.153, în timp ce comuna a avut 29.638 de locuitori.
Conform rezultatelor recensământului din 2002, populația din orașul Požega a avut o vârstă medie de 37,8 ani (36,8 pentru bărbați și 38,7 pentru femei). În localitate se aflau 4.197 de gospodării, iar numărul mediu de membri pe gospodărie a fost de 3,15.
Compoziția etnică a orașului a fost următoarea (conform rezultatelor recensământului din 2011):
| Grup etnic   | Populație |
| ------------ | --------- |
| sârbi        | 12.698    |
| rromi        | 226       |
| muntenegreni | 51        |
| croați       | 19        |
| iugoslavi    | 19        |
| macedoneni   | 16        |
| Alții        | 124       |
| Total        | 13.153    |

Această așezare este populată în mare parte de sârbi (conform recensământului din 2002 și 2011), iar la ultimele trei recensăminte s-a înregistrat o creștere a populației.
Conform rezultatelor recensământului din 2002, în Požega se aflau 2 vlahi și un român.

## Economie
Următorul tabel oferă o previzualizare a numărului total de persoane înregistrate angajate de persoane juridice după activitatea lor principală (situația din 2018):
| Activitate                                                                     | Total |
| ------------------------------------------------------------------------------ | ----- |
| Agricultură, silvicultură și pescuit                                           | 60    |
| Minerit și cariere                                                             | 15    |
| Fabricație                                                                     | 2870  |
| Alimentare cu energie electrică, gaz, abur și aer condiționat                  | 58    |
| Rezerva de apa; activități de canalizare, gestionare și remediere a deșeurilor | 148   |
| Construcții                                                                    | 381   |
| Comerț cu ridicata și cu amănuntul, reparații de autovehicule și motociclete   | 1071  |
| Transport și depozitare                                                        | 669   |
| Cazare și servicii alimentare                                                  | 287   |
| Informație și comunicare                                                       | 80    |
| Activități financiare și de asigurare                                          | 90    |
| Activități imobiliare                                                          | 11    |
| Activități profesionale, științifice și tehnice                                | 203   |
| Activități de servicii administrative și de asistență                          | 30    |
| Administrație publică și apărare; securitate socială obligatorie               | 389   |
| Educație                                                                       | 448   |
| Sănătate umană și activități de muncă socială                                  | 398   |
| Arte, divertisment și recreere                                                 | 80    |
| Alte activități de servicii                                                    | 171   |
| Muncitori agricoli individuali                                                 | 359   |
| Total                                                                          | 7820  |

## Transport
Požega este unul dintre principalele centre de transport rutier și feroviar din Serbia de Vest. Acesta este situat la intersecția celor mai importante drumuri naționale (sau de stat; Државни путеви) din Serbia de Vest - Drumul Național 21 și Drumul Național 23. De asemenea, o porțiune a autostrăzii A2 (supranumită Miloș cel Mare) aflată în construcție, trece prin Požega.
Požega este și important un nod feroviar, pe aici trece calea ferată Kraljevo-Čačak-Užice și calea ferată Belgrad – Bar.

## Climat
Požega are un climat continental umed (clasificare climatică Köppen: Dfb) cu veri calde și ierni reci și înzăpezite. Cu 127 de zile de ceață pe an și doar 1503 ore de soare, este printre cele mai încețoșate și mai puțin însorite orașe din Serbia.
| Date climatice pentru Požega, elevation: 310 m sau 1.020 ft, 1981–2010 normals, extremes 1961–2010 | Date climatice pentru Požega, elevation: 310 m sau 1.020 ft, 1981–2010 normals, extremes 1961–2010 | Date climatice pentru Požega, elevation: 310 m sau 1.020 ft, 1981–2010 normals, extremes 1961–2010 | Date climatice pentru Požega, elevation: 310 m sau 1.020 ft, 1981–2010 normals, extremes 1961–2010 | Date climatice pentru Požega, elevation: 310 m sau 1.020 ft, 1981–2010 normals, extremes 1961–2010 | Date climatice pentru Požega, elevation: 310 m sau 1.020 ft, 1981–2010 normals, extremes 1961–2010 | Date climatice pentru Požega, elevation: 310 m sau 1.020 ft, 1981–2010 normals, extremes 1961–2010 | Date climatice pentru Požega, elevation: 310 m sau 1.020 ft, 1981–2010 normals, extremes 1961–2010 | Date climatice pentru Požega, elevation: 310 m sau 1.020 ft, 1981–2010 normals, extremes 1961–2010 | Date climatice pentru Požega, elevation: 310 m sau 1.020 ft, 1981–2010 normals, extremes 1961–2010 | Date climatice pentru Požega, elevation: 310 m sau 1.020 ft, 1981–2010 normals, extremes 1961–2010 | Date climatice pentru Požega, elevation: 310 m sau 1.020 ft, 1981–2010 normals, extremes 1961–2010 | Date climatice pentru Požega, elevation: 310 m sau 1.020 ft, 1981–2010 normals, extremes 1961–2010 | Date climatice pentru Požega, elevation: 310 m sau 1.020 ft, 1981–2010 normals, extremes 1961–2010 |
| Luna                                                                                               | Ian                                                                                                | Feb                                                                                                | Mar                                                                                                | Apr                                                                                                | Mai                                                                                                | Iun                                                                                                | Iul                                                                                                | Aug                                                                                                | Sep                                                                                                | Oct                                                                                                | Nov                                                                                                | Dec                                                                                                | Anual                                                                                              |
| -------------------------------------------------------------------------------------------------- | -------------------------------------------------------------------------------------------------- | -------------------------------------------------------------------------------------------------- | -------------------------------------------------------------------------------------------------- | -------------------------------------------------------------------------------------------------- | -------------------------------------------------------------------------------------------------- | -------------------------------------------------------------------------------------------------- | -------------------------------------------------------------------------------------------------- | -------------------------------------------------------------------------------------------------- | -------------------------------------------------------------------------------------------------- | -------------------------------------------------------------------------------------------------- | -------------------------------------------------------------------------------------------------- | -------------------------------------------------------------------------------------------------- | -------------------------------------------------------------------------------------------------- |
| Maxima medie °C (°F)                                                                               | 2.8 (37)                                                                                           | 6.6 (43,9)                                                                                         | 12.1 (53,8)                                                                                        | 17.4 (63,3)                                                                                        | 22.5 (72,5)                                                                                        | 25.3 (77,5)                                                                                        | 27.5 (81,5)                                                                                        | 27.6 (81,7)                                                                                        | 22.9 (73,2)                                                                                        | 17.4 (63,3)                                                                                        | 9.7 (49,5)                                                                                         | 3.7 (38,7)                                                                                         | 16,3 (61,3)                                                                                        |
| Media zilnică °C (°F)                                                                              | −1.6 (29,1)                                                                                        | 0.4 (32,7)                                                                                         | 5.3 (41,5)                                                                                         | 10.2 (50,4)                                                                                        | 15.2 (59,4)                                                                                        | 18.3 (64,9)                                                                                        | 20.0 (68)                                                                                          | 19.5 (67,1)                                                                                        | 15.1 (59,2)                                                                                        | 10.2 (50,4)                                                                                        | 4.1 (39,4)                                                                                         | −0.4 (31,3)                                                                                        | 9,7 (49,5)                                                                                         |
| Minima medie °C (°F)                                                                               | −5.1 (22,8)                                                                                        | −4.2 (24,4)                                                                                        | −0.3 (31,5)                                                                                        | 3.9 (39)                                                                                           | 8.8 (47,8)                                                                                         | 12.4 (54,3)                                                                                        | 13.5 (56,3)                                                                                        | 13.3 (55,9)                                                                                        | 9.9 (49,8)                                                                                         | 5.6 (42,1)                                                                                         | 0.3 (32,5)                                                                                         | −3.5 (25,7)                                                                                        | 4,6 (40,3)                                                                                         |
| Minima istorică °C (°F)                                                                            | −30.7 (−23.3)                                                                                      | −27.5 (−17.5)                                                                                      | −20.2 (−4.4)                                                                                       | −9.4 (15,1)                                                                                        | −1.3 (29,7)                                                                                        | 2.8 (37)                                                                                           | 4.1 (39,4)                                                                                         | 3.8 (38,8)                                                                                         | −2.4 (27,7)                                                                                        | −7.5 (18,5)                                                                                        | −18.4 (−1.1)                                                                                       | −27.2 (−17.0)                                                                                      | −30,7 (−23,3)                                                                                      |
| Precipitații mm (inches)                                                                           | 42.7 (1.681)                                                                                       | 41.9 (1.65)                                                                                        | 45.8 (1.803)                                                                                       | 58.0 (2.283)                                                                                       | 74.8 (2.945)                                                                                       | 88.4 (3.48)                                                                                        | 76.3 (3.004)                                                                                       | 59.6 (2.346)                                                                                       | 65.8 (2.591)                                                                                       | 57.1 (2.248)                                                                                       | 63.5 (2.5)                                                                                         | 52.3 (2.059)                                                                                       | 726,4 (28,598)                                                                                     |
| Umiditate [%]                                                                                      | 86                                                                                                 | 80                                                                                                 | 74                                                                                                 | 71                                                                                                 | 73                                                                                                 | 75                                                                                                 | 74                                                                                                 | 75                                                                                                 | 79                                                                                                 | 82                                                                                                 | 85                                                                                                 | 87                                                                                                 | 78                                                                                                 |
| Nr. de zile cu precipitații (≥ 0.1 mm)                                                             | 13                                                                                                 | 13                                                                                                 | 13                                                                                                 | 13                                                                                                 | 14                                                                                                 | 14                                                                                                 | 11                                                                                                 | 10                                                                                                 | 10                                                                                                 | 11                                                                                                 | 12                                                                                                 | 14                                                                                                 | 148                                                                                                |
| Nr. mediu de zile cu ninsoare                                                                      | 8                                                                                                  | 8                                                                                                  | 5                                                                                                  | 1                                                                                                  | 0                                                                                                  | 0                                                                                                  | 0                                                                                                  | 0                                                                                                  | 0                                                                                                  | 0                                                                                                  | 3                                                                                                  | 7                                                                                                  | 32                                                                                                 |
| Ore însorite                                                                                       | 43.5                                                                                               | 72.0                                                                                               | 114.8                                                                                              | 136.7                                                                                              | 174.4                                                                                              | 188.1                                                                                              | 228.9                                                                                              | 215.9                                                                                              | 144.5                                                                                              | 92.5                                                                                               | 57.6                                                                                               | 34.4                                                                                               | 1.503,2                                                                                            |
| Sursă: Republic Hydrometeorological Service of Serbia                                              | | | | | | | | | | | | | |

## Mass-media
În Požega se află stația TV cu acoperire locală, TV Požega, și o stație de radio, Radio Požega.

## Galerie

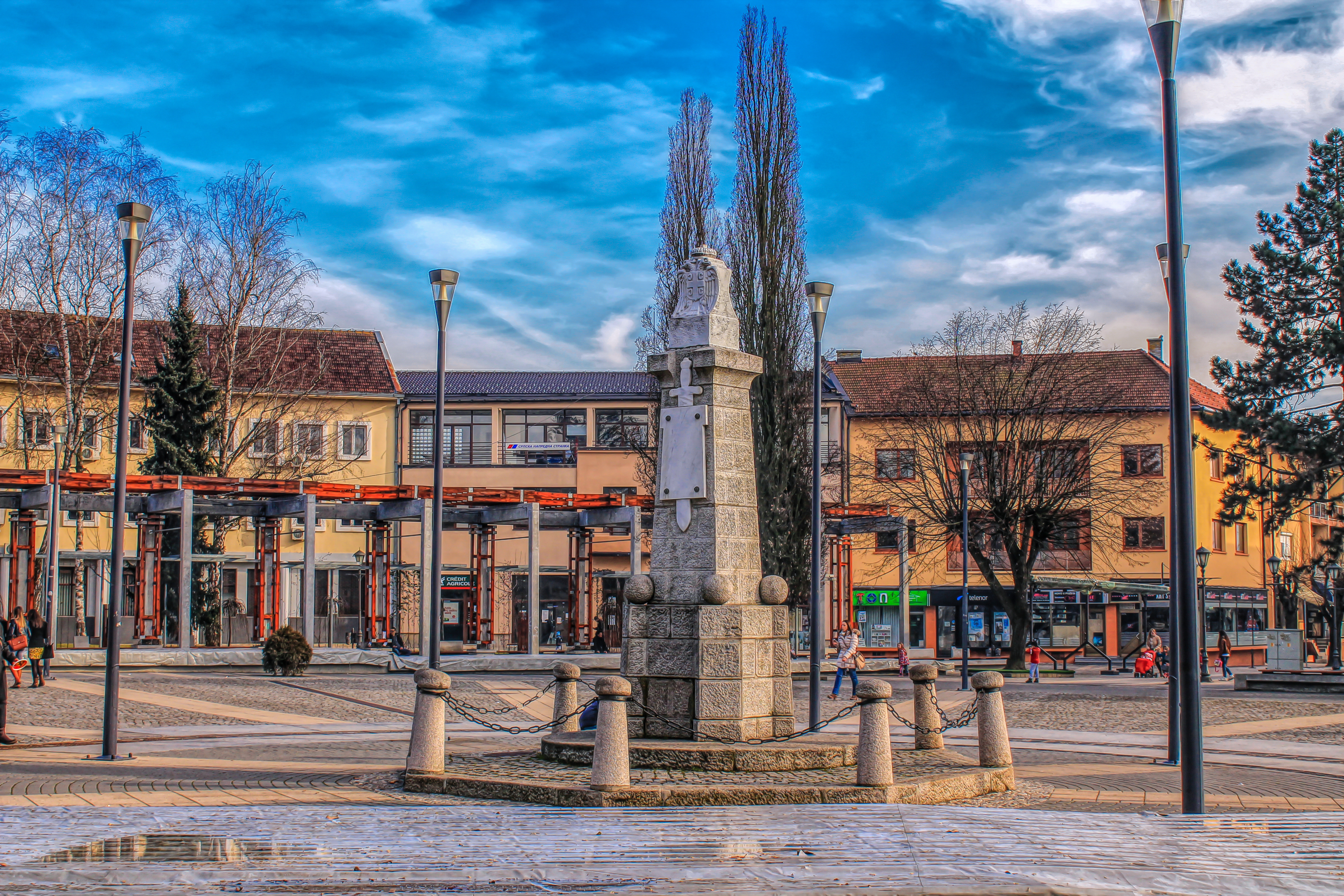
Fântâna memorială din centrul orașului
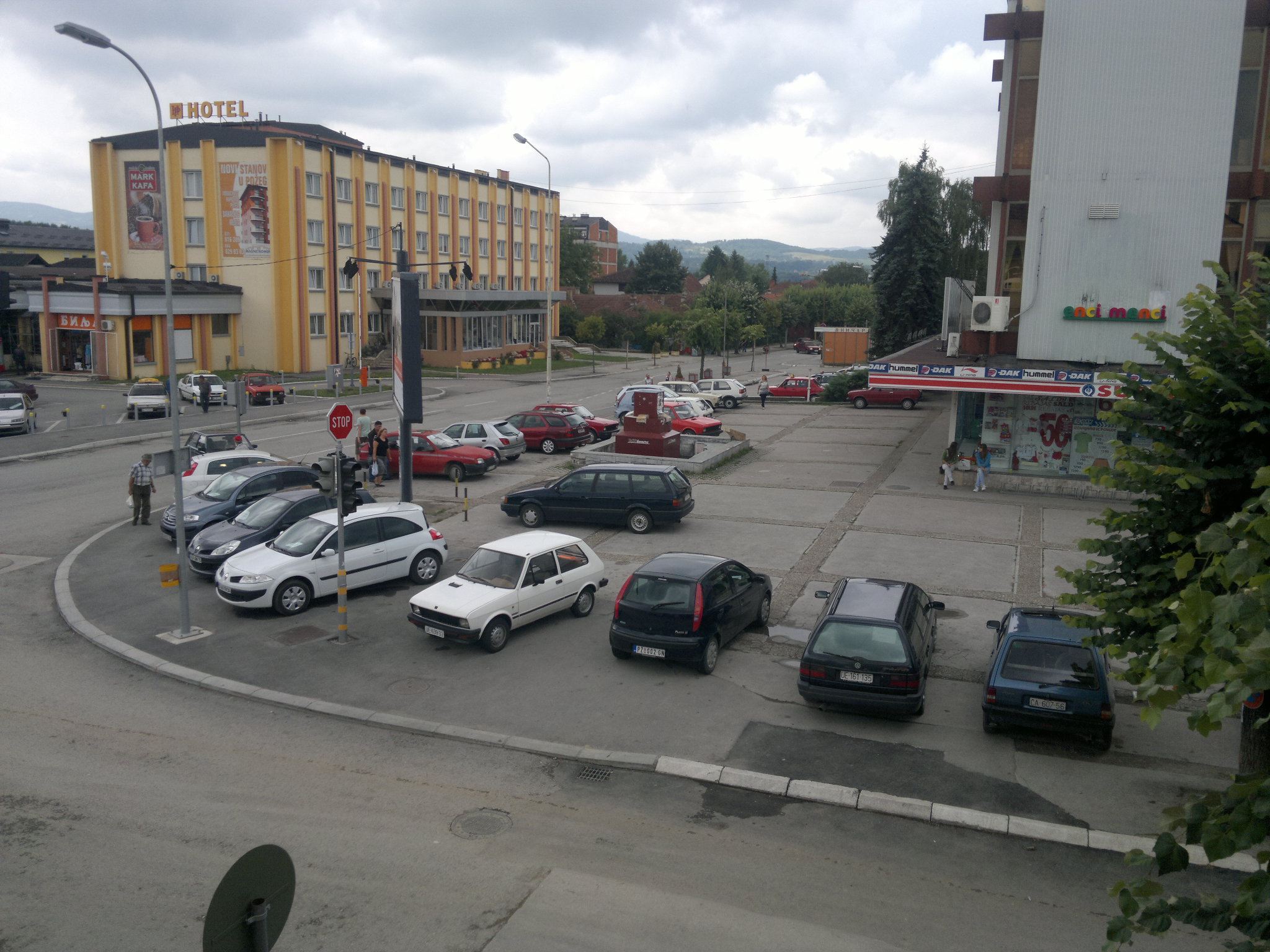
Centrul orașului
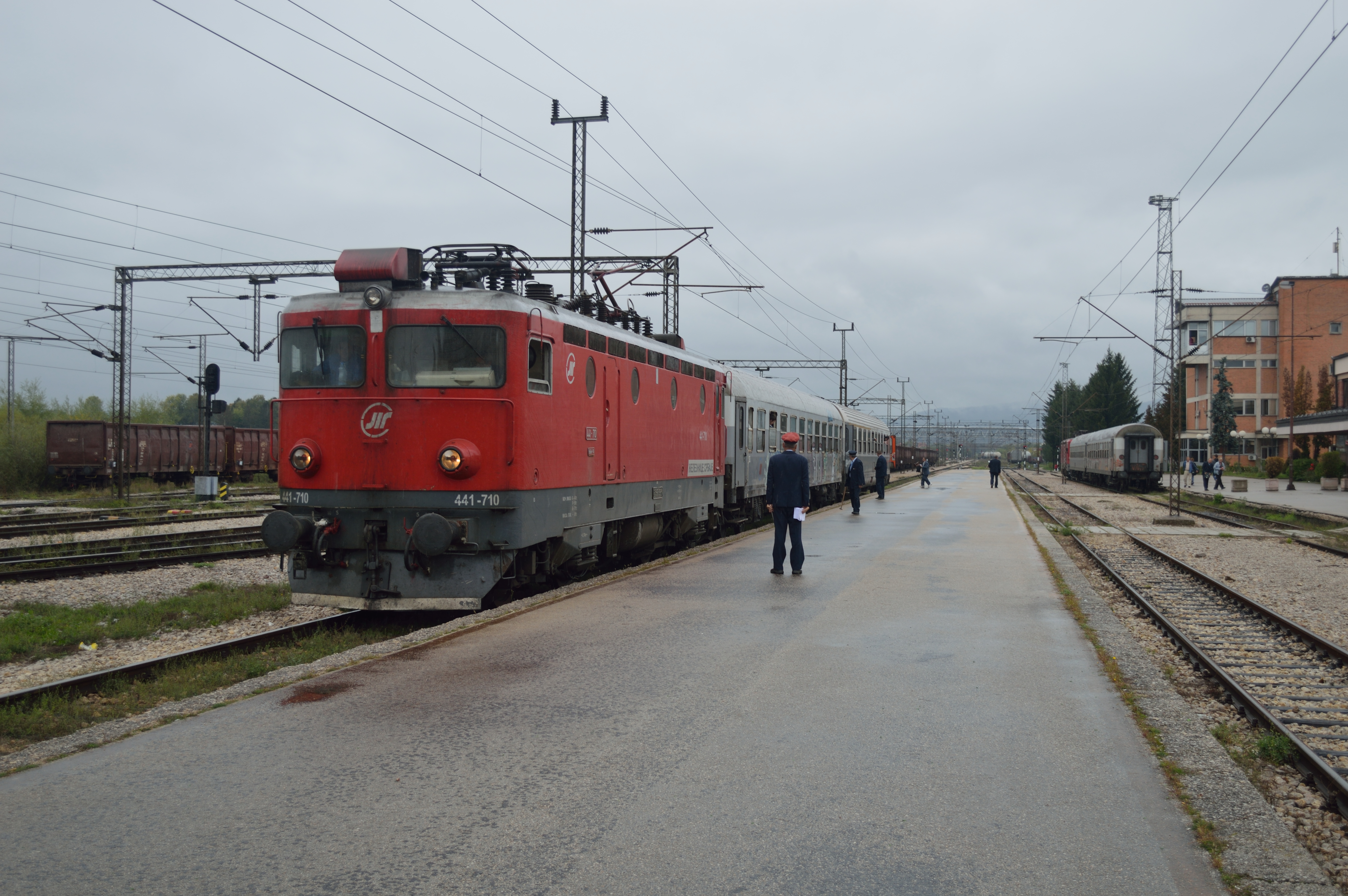
Gara locală
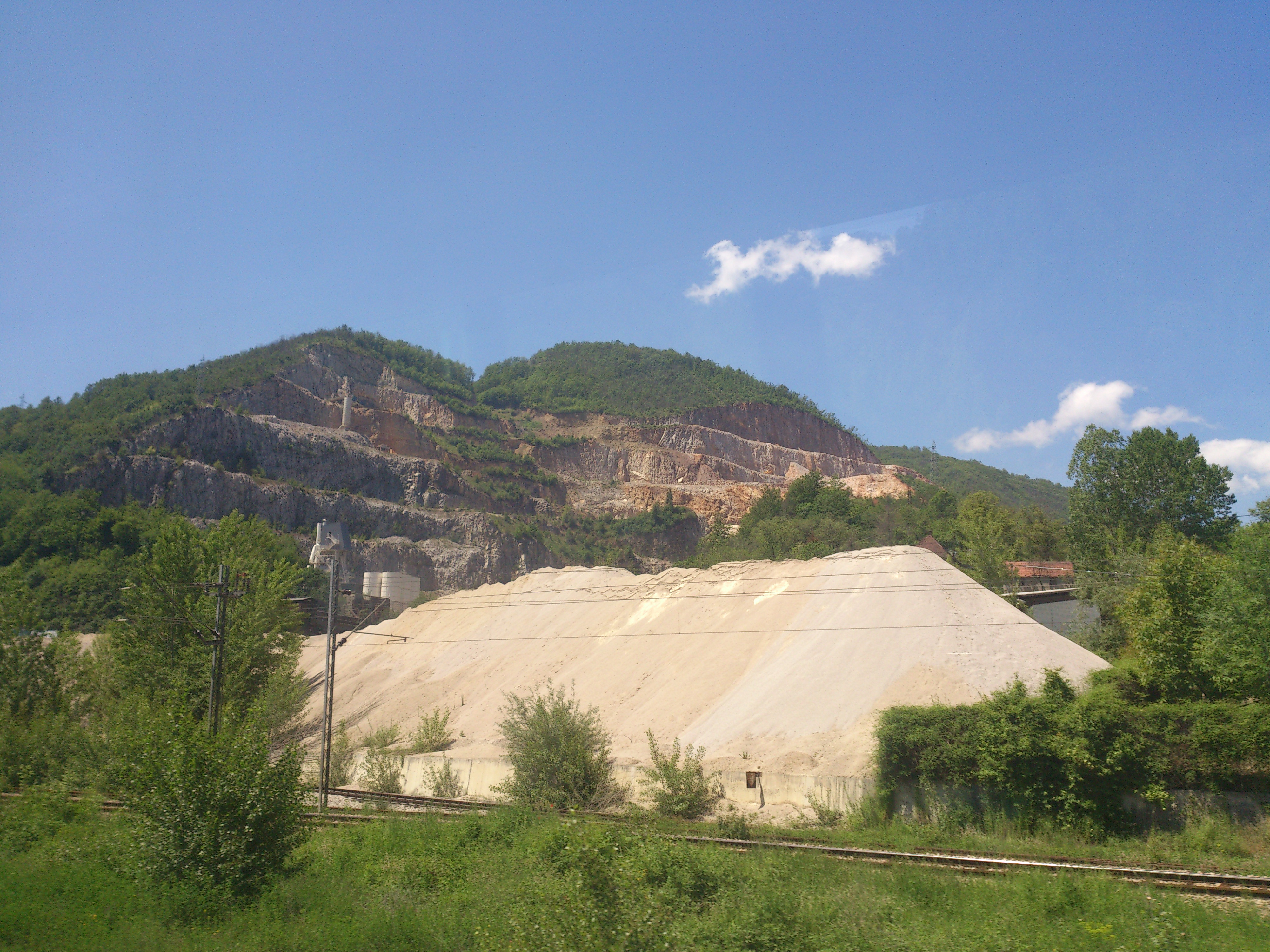
Complexul minier Jelen Do

## Personalități
- Miloš Obrenović I (1780-1860), primul monarh al Serbiei moderne
- Dragiša Lapčević (1867–1939), om politic
- Petar Leković (1893 - 1942), prima persoană care a primit medalia iugoslavă Ordinul Eroului Poporului
- Dejan Đedović (1973), antrenor de futsal
- Srđan Mijailović (1993), jucător de fotbal